# Roger Davis (Schauspieler, 1939)
Jon Roger Davis (* 5. April 1939 in Bowling Green, Kentucky) ist ein US-amerikanischer Schauspieler.

## Leben
Roger Davis ist der Sohn von Edwin und Virginia Davis. Die Familie zog bald nach Louisville, Kentucky, daher wird auch Louisville als sein Geburtsort angegeben. Er absolvierte die Castle Heights Military Academy in Lebanon, Tennessee. Danach studierte er Amerikanische und Britische Literatur mit Architektur als Nebenfach auf der Columbia University und auf der University of California, Los Angeles. Zu dieser Zeit dachte er auch daran auf einem College zu unterrichten. Nach dem Abschluss erhielt er einen Vertrag bei Warner Brothers. Seine erste Fernsehrolle hatte er in der Serie The Gallant Men. Wiederkehrende Rollen hatte er auch in der Serie Redigo und der Daily-Soap Dark Shadows; als Gastdarsteller war er in Serien wie Twilight Zone oder Bonanza zu sehen. In Alias Smith und Jones wurde er zunächst als Erzähler und in einer Folge als Gaststar eingesetzt, übernahm aber nach dem Tod seines Freundes Pete Duel dessen Hauptrolle als Hannibal Heyes alias Joshua Smith. Danach war hauptsächlich als Gastdarsteller in Serien wie Ein Sheriff in New York, Detektiv Rockford – Anruf genügt, Quincy oder Matlock zu sehen.  Für die Serie Die Sieben-Millionen-Dollar-Frau war er einer Hauptrolle vorgesehen, musste aber bereits nach der ersten Folge wegen einer schweren Erkrankung absagen. Seit den späten 1970er Jahren betätigte er sich mehr und mehr in der Immobilienbranche. Unter anderem war er 1978 bis 1982 maßgeblich an der Renovierung des Seelbach Hotels in  Louisville beteiligt. Sein bisher letzter Film ist Beyond the Pale.
Roger Davis heiratete vier Mal: 1968 die Schauspielerin Jaclyn Smith (geschieden 1975 oder 1978), 1979 Suzanne C. Irwin (Emerson, geschieden 1983, Tochter Margaret, geboren 1981), 1985 Alice Henry LeGette (geschieden 1988) und 1991 Donna Jenis.

## Filmografie (Auswahl)

### Filme
- 1963: Patrouillenboot PT 109 (PT 109)
- 1964: Ride the Wild Surf
- 1970: The Young Country
- 1970: Schloß der Vampire (House of Dark Shadows)
- 1974: This Is the West that Was
- 1975: Die Buggy-Bumser (Flash and the Firecat)
- 1976: Nashville Girl
- 1977: Blutige Ruby – Der Geist des Todes (Ruby)
- 2000: Beyond the Pale

### Fernsehserien
- 1962–1963: The Gallant Men (26 Folgen)
- 1963: Redigo (10 Folgen)
- 1964: Twilight Zone (The Twilight Zone, Folge 5x21)
- 1965: Dr. Kildare (Folge 4x20)
- 1966, 1971: Bonanza (Folgen 8x10 und 12x17)
- 1967: Big Valley (The Big Valley, Folge 2x21)
- 1968–1970: Dark Shadows (128 Folgen)
- 1970, 1972: The Bold Ones: The Lawyers (Folgen 1x07 und 3x08)
- 1971–1973: Alias Smith und Jones (Alias Smith and Jones, 48 Folgen)
- 1973: Ein Sheriff in New York (McCloud, Folge 4x01)
- 1973: The New Perry Mason (Folge 1x07)
- 1973: Feuerwache 23 (Firehouse, Folge 1x11)
- 1973: Owen Marshall – Strafverteidiger (Owen Marshall: Counselor at Law, Folge 2x21)
- 1974: Detektiv Rockford – Anruf genügt (The Rockford Files, Folge 1x01)
- 1974: Der Chef (Ironside, Folge 7x15)
- 1976: Die Sieben-Millionen-Dollar-Frau (The Bionic Woman, Folge 1x01)
- 1977: Quincy (Quincy, M.E., Folge 2x04)
- 1977: Wonder Woman (Folge 2x09)
- 1980: Kampfstern Galactica 1980 (Galactica 1980, Folgen 1x07 und 1x08)
- 1988: Highwayman (Folge 1x08)
- 1989: Matlock (Folge 3x18)